# Komplement (lingvistik)
Komplement är en syntaktisk term med ett betydelseomfång som delvis sammanfaller med termen objekt. 
I båda fallen är det fråga om starkt styrda satsled (satsdelar). Men medan objekt traditionellt förknippas med transitiva verb står komplement gärna vid andra ordklasser, till exempel adjektiv: rik på olja, full av tillförsikt, men också vid adverb: långt från hemmet. Termen komplement kan lämpligen också användas om jämförelseled vid komparativer: bättre än förr, och kanske också om bestämningen till en preposition (som ett alternativ till termen rektion).
Den syntaktiska skillnaden mellan objekt och komplement har sin motsvarighet i en semantisk: komplementet associeras inte på samma sätt som objektet med föremålet för en handling. Objekt sätts ofta i motsats till subjekt, komplement däremot, snarare till fritt adverbial (jämför med motsatsparet inom engelsk grammatik: complement – adjunct).